# Bernardo de Monroy
Bernardo de Monroy (Carrión de Calatrava, Ciudad Real, 1559 - Argel, 31 de julio de 1622) fue un religioso de la Orden de la Santísima Trinidad, en la que tuvo el oficio de redentor general y como tal participó en una redención en Argel junto a Juan del Águila y Juan de Palacios, en la que murieron en las mazmorras de la ciudad.

## Primeros años
Bernardo de Monroy nació en Carrión de Calatrava (Ciudad Real) hacia el año 1559. Tras realizar su primeros estudios en su pueblo natal, fue enviado por su familia a la ciudad de Toledo para estudiar Artes y Gramática. En Toledo conoce a los trinitarios e ingresa en el noviciado, profesando el 21 de septiembre de 1575. Realiza entonces estudios de filosofía, en los que tuvo como maestro a San Simón de Rojas. En Alcalá de Henares estudia durante cinco años teología. Una vez terminados los estudios y ordenado sacerdote enseña en Alcalá tanto filosofía como teología, llegando a obtener los grados de Presentado y Maestro. Estuvo en varios conventos de La Mancha, en los que pronto destacó en los ministerios de la predicación y la confesión. Fue Ministro de la Casa de Fuensanta (Albacete), en los años 1594 a 1597, ampliando la iglesia para que pudiera acoger mayor número de peregrinos. Después fue elegido Ministro de la Casa de Santa María del Campo Rus (Cuenca). El Cardenal Arzobispo de Toledo, Bernardo de Sandoval y Rojas, lo hizo su confesor y examinador de los concursos de curas.
Desde 1603 está en la Casa de Madrid. Al concluir Simón de Rojas su mandato es elegido como Ministro de la Casa en 1609. Pero Bernardo de Monroy estaba prisionero en las mazmorras de Argel. Simón de Rojas lo sustituyó como presidente de la Casa hasta que regresara, pero Bernardo Monroy no pudo regresar de su cautiverio.

## Redentor general
El 28 de diciembre de 1606 el Consejo Provincial de Castilla nombra a Bernardo Monroy redentor general. Como tal se presentó en mayo del año siguiente ante Felipe III, pidiendo ayuda para la redención que se preparaba en Tetuán y la licencia real para realizarla. Gracias a la intervención del Cardenal Sandoval y Rojas, que como hemos dicho tenía una estima especial por Monroy, se consigue rápidamente la licencia para las limosnas de la redención y el 10 de junio de 1607, festividad de la Santísima Trinidad, se publica la redención en la puerta de la Casa de la Trinidad de Madrid, y posteriormente en otras villas y ciudades de Castilla. 
Se consiguieron casi treinta mil ducados, destacando los más de 9.000 que aportó el Condestable de Castilla, Juan Fernández de Velasco y Tovar, procedentes de la obra pía que para la redención de cautivos habían fundado sus antepasados. El primer contratiempo, sin embargo, vino del Consejo Real que, tras licencia para la redención, habiendo comprobado que en Tetuán había pocos cautivos españoles, pidió que se realizara en Argel, lo que suponía tener que devolver el dinero que los familiares habían dado para la liberación de sus cautivos en Tetuán. El 15 de enero de 1608 Axá Alí Izquierdo envió el salvoconducto contra los piratas y contra las arbitrariedades futuras en el rescate previsto.

## Redención en Argel
El Ministro Provincial nombró por compañeros de Bernardo de Monroy a Juan del Águila y a Juan de Palacios, que ya tenían experiencia como redentores y que se quedarían en la Casa de la Orden en Argel para asistir a los cautivos, en cumplimiento de la obra pías de D. Lorenzo Suárez de Figueroa y Fernández de Córdoba, obispo de Sigüenza. Los tres redentores salieron de Madrid el 18 de enero de 1609, tras despedirse de los reyes, camino de Valencia, donde fueron recibidos con solemnidad y música por el Virrey de Valencia, Luis Carrillo de Toledo, marqués de Caracena; y por el arzobispo y patriarca Juan de Ribera. En Valencia, Bernardo de Monroy rescató a Mohammed Fabri, de ocho años, para canjearlo por un cristiano.
El 9 de marzo de 1609 se embarcaron en Denia rumbo a Argel, pero el mal tiempo les obligó a refugiarse en Ibiza, donde permanecieron por dieciséis días. Nuevamente en camino fueron perseguidos y abordados por piratas, pero hicieron valer el salvoconducto recibido de Argel y pudieron desembarcar en destino el 1 de abril. Pasada la octava de Pascua comenzaron a vender las mercancías y a tratar los rescates. Hasta mediados de mayo de 1609 rescataron 130 cautivos cristianos, 69 de ellos liberados directamente del fondo de redención del Condestable de Castilla.
Una vez concluida la redención y pagados todos los derechos de embarcación y salida de la ciudad, Monroy se disponía a regresar a España con los cautivos liberados el 13 de mayo, y ya en el barco se le presentó un emisario pidiéndole que se presentara de inmediato ante el Duán, o Consejo de Gobierno. Allí la comunicaron su detención como prisionero. El motivo era que Fátima, una niña de unos 10 años, hija de Mamet Axá, un poderoso turco de la ciudad, había sido tomada cautiva por los genoveses y tras rescatarla en Livorno, llegó noticia de que la habían obligado a bautizarse en Calvi, puerto de Córcega, de manos del obispo de Saona. El Duán había decidido retener a los tres redentores trinitarios, revocando la libertad otorgada a los 103 cautivos, y obligando a que Bernardo de Monroy tramitara la entrega de la niña. No estaba en la mano de los redentores trinitarios esa embajada, y el sábado 16 de mayo fueron encarcelados en el Baño del Rey, donde recibieron malos tratos, estrechas prisiones y mal comer. La presión diplomática fue grande durante el cautiverio de los tres religiosos. Todos los gobiernos cristianos de Europa y el mismo papa, escribieron numerosas cartas a las autoridades musulmanas de Argel y del Imperio Otomano para que se liberara a los religiosos y a los cautivos por los que se había pagado el rescate. Pero todo resultó vano.
En los años de prisión desarrollaron un importante trabajo con los cautivos, ayudándoles a mantener la fe y a resistir las pruebas. Administraban los sacramentos y les curaban de sus heridas. Incluso, con permiso del Bajá, fundaron un hospital en el interior de las mazmorras en 1612, que incluía un pequeño aposento a modo de iglesia con el título de la Santísima Trinidad. Al frente del hospital estaban un médico-barbero natural de Lavaxos y un enfermero, Pedro de Torres Miranda, natural de Madrid que después fue quemado vivo por no renegar de su fe.

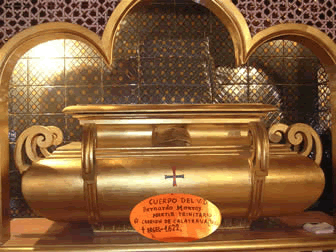
Urna con los restos de fr. Bernardo de Monroy. Trinitarios de Andújar

Desde la prisión continuaron su labor redentora e hicieron llegar a tierras cristianas a muchos cautivos. En carta de 9 de enero de 1613 Monroy habla de 58 rescatados, y en otra de 29 de abril de 1615 habla de más de 400. El dinero lo recibían de los trinitarios de Madrid, en especial de Simón de Rojas que como Ministro Provincial de Castilla les envió en una ocasión 60.000 reales y en otra 22.000 reales.
Los tres murieron de muerte natural, tras sufrir innumerables penalidades y malos tratos. Juan del Águila murió el 5 de junio de 1613, Juan de Palacios el 20 de septiembre de 1616. Habiéndose quedado solo, el 29 de julio de 1617 llevaron a Bernardo de Monroy al castillo del Emperador, en cuya mazmorra estuvo encerrado hasta su muerte. El mismo Monroy escribe en una de sus cartas que este traslado es porque no me ejercitase en las obras de caridad que había, espirituales y temporales. Los cristianos le enviaban algo de comer, incluso algunos pagaron para que los guardas le abrieran una hora al día la puerta de la mazmorra para que entrara ventilación y algo de luz. Un cautivo que después fue liberado declaró en el proceso de canonización diciendo que una vez que le llevaron al Castillo pudo asomarse a la mazmorra y vio a fr. Bernardo de Montoy con su hábito de la Santísima Trinidad y dos pares de grillos y una cadena a los pies y otra al cuello. Y él era un viejo venerable, de una barba y cabello muy crecido.
Murió el 31 de julio de 1622. Los guardas se proponían quemar su cuerpo pero algunos mercaderes cristianos de la ciudad pagaron 700 reales por rescatarlo para darle sepultura, y 25 reales más por el viejo hábito, que usaron como mortaja. El escapulario lo entregaron a Fr. Luis de los Ángeles, trinitario portugués que realizaba entonces un rescate. En 1634 Alonso González Mairena llevó su cuerpo a Ceuta, y de allí a Ronda, donde lo recibió en 1636 Fr. Martín Agudo de la Rosa, redentor general, que lo depositó en la iglesia del convento de Toledo. Desde el 28 de mayo de 1984, por donación del arzobispado de Toledo, sus restos se conservan en la Casa de la Trinidad de Andújar (Jaén).